# The Vagabond King (1930)
The Vagabond King is een Amerikaanse muziekfilm uit 1930, volledig opgenomen in tweekleurige Technicolor. De plot van de film is gebaseerd op de gelijknamige operette uit 1925, die gebaseerd is op het toneelstuk If I Were King uit 1901 van Justin Huntly McCarthy. Het toneelstuk vertelt het verhaal van de echte afvallige Franse dichter François Villon. De muziek van de film is gebaseerd op de operette. De film werd genomineerd voor een Academy Award voor "beste productieontwerp".

## Verhaal
Wanneer Parijs in 1463 belegerd wordt door de Bourgondiërs komt het volk in opstand tegen de zwakke koning Lodewijk XI (O. P. Heggie), die er niet in slaagt de stad te verdedigen. Zijn grootmaarschalk Thibault (Warner Oland), die in het geheim samenwerkt met de Bourgondiërs, beraamt een moord op de koning en zijn koninklijke nicht, Katherine (Jeanette MacDonald). Zij wordt echter gered door François Villon (Dennis King), de leider van de vagebonden, die verliefd wordt op haar.
De astroloog van de koning vertelt hem dat een vagebond Parijs zal redden. Daarop gaat de koning vermomd naar de herberg van de vagebonden, hoort hoe Villon hem bespot in een lied en beveelt zijn arrestatie, samen met Huguette (Lillian Roth), een meisje dat van Villon houdt.
Villon accepteert het aanbod om tijdelijk de koning van Frankrijk te vervangen, waarna hij geëxecuteerd zal worden. Ondertussen leidt Thibault de vagebonden om hem te bevrijden, in de hoop de koning te kunnen doden, maar het plan mislukt en Huguette komt per ongeluk om het leven. Villon leidt een succesvolle aanval tegen de Bourgondiërs en wanneer Katherine haar leven wil ruilen voor het zijne, geeft de koning toe aan de verzamelde menigte en schenkt hij de geliefden hun vrijheid.

## Rolverdeling
| Acteur             | Personage          |
| ------------------ | ------------------ |
| Dennis King        | François Villon    |
| Jeanette MacDonald | Katherine          |
| O. P. Heggie       | koning Lodewijk XI |
| Lillian Roth       | Huguette           |
| Warner Oland       | Thibault           |
| Arthur Stone       | Oliver de barbier  |
| Thomas Ricketts    | de astroloog       |
| Lawford Davidson   | Tristan            |
| Christian J. Frank | de beul            |

## Muziek
- "Song of the Vagabonds"
- "King Louis"
- "Mary, Queen of Heaven"
- "Some Day"
- "If I Were King"
- "What France Needs"
- "Only a Rose"
- "Huguette Waltz"
- "Love Me Tonight"
- "Nocturne"

Zes liedjes uit de operette werden in de film gebruikt, vier andere liedjes werden speciaal geschreven voor de film door  andere componisten.

## Trivia
- Dennis King hernam in deze film zijn originele rol als Villon uit de Londense en Broadway-productie van de operette.
- Dennis King en Jeanette MacDonald konden het niet goed met elkaar vinden. De wrevel bereikte een hoogtepunt toen ze het nummer "Only a Rose" filmden. Terwijl MacDonald een solopassage zong, wist de egoïstische King zijn profiel in de opname te krijgen. Daarna verwees de diva minachtend naar het nummer als "Only a Nose".[4]
- Componist Rudolf Friml had een bepaling in zijn contract die het gebruik van nieuw gecomponeerde nummers in deze productie verbood. Paramount probeerde de titel van de film te veranderen in If I Were King en liet ook een aantal nieuwe nummers componeren voor de film. Toen Friml op de hoogte werd gebracht van de nieuwe nummers, klaagde hij de studio aan. Als gevolg hiervan veranderde Paramount de titel terug naar The Vagabond King en betaalde Friml $ 50.000 om het gebruik van niet-originele nummers toe te staan.

## Behoud
Jarenlang was de film alleen te zien via zwart-witkopies die in de jaren 50 voor televisie gemaakt werden. Op een gegeven moment werden zelfs de zwart-witkopies als onherroepelijk verloren beschouwd. Eén nitraat Technicolor-afdruk overleefde in het UCLA Film and Television Archive en werd in 1990 gerestaureerd en bewaard.